# Bardsragujn chumb 2005
Il Bardsragujn chumb 2005 è stato la 14ª edizione del campionato di calcio armeno, disputato tra il 12 aprile e il 6 novembre 2005 e concluso con la vittoria del Pyunik FC al suo ottavo titolo.
Capocannoniere del torneo fu Nšan Ērzrowmyan (Kilikia FC) con 18 reti.

## Formula
Le 9 squadre partecipanti disputarono una prima fase in cui si incontrarono in un turno di andata e ritorno per un totale di 16 giornate. Le prime sei classificate disputarono successivamente un girone di andata e ritorno (nel quale mantennero i punti conquistati nella stagione regolare) per ulteriori 12 partite mentre i club arrivati tra il settimo ed il nono posto si incontrarono (anche in questo caso mantenendo i punti della prima fase) per stabilire le retrocessioni: l'ultima retrocedette in Aradżin Chumb mentre la penultima disputò un incontro con la terza classificata della seconda serie per conquistare l'ultimo posto disponibile nella stagione successiva.
Il Kotayk Abovyan cambiò nome in Esteghlal-Kotayk. Il Lernayin Artsakh si sciolse alla fine dell'undicesima giornata e le rimanenti partite vennero considerate perse 3-0 a tavolino.

## Squadre partecipanti
| Club                | Città    | Stadio | Posizione 2004     |
| ------------------- | -------- | ------ | ------------------ |
| Shirak FC           | Gyumri   |        | 8°                 |
| Banants             | Kotayk   |        | 3°                 |
| Kilikia FC          | Erevan   |        | 6°                 |
| Ararat Erevan       | Erevan   |        | 4°                 |
| Mika Ashtarak       | Ashtarak |        | 2°                 |
| Dinamo-Zenit Erevan | Erevan   |        | 5°                 |
| FC Pyunik           | Erevan   |        | Campione d'Armenia |
| Kotayk Abovyan      | Abovyan  |        | 7°                 |
| Lernayin Artsakh    | Erevan   |        | Aradżin Chumb      |

## Classifica finale

### Stagione regolare
|  | Pos. | Squadra             | Pt | G  | V  | N | P  | GF | GS | DR  |
|  | ---- | ------------------- | -- | -- | -- | - | -- | -- | -- | --- |
|  | 1.   | P'yownik            | 38 | 16 | 11 | 5 | 0  | 32 | 6  | +26 |
|  | 2.   | Mika Ashtarak       | 35 | 16 | 10 | 5 | 1  | 27 | 11 | +16 |
|  | 3.   | Banants             | 34 | 16 | 10 | 4 | 2  | 32 | 17 | +15 |
|  | 4.   | Kotayk'             | 28 | 16 | 7  | 7 | 2  | 28 | 15 | +13 |
|  | 5.   | Kilikia             | 21 | 16 | 6  | 3 | 7  | 29 | 25 | +4  |
|  | 6.   | Dinamo-2000 Yerevan | 15 | 16 | 4  | 3 | 9  | 20 | 26 | -6  |
|  | 7.   | Širak               | 11 | 16 | 3  | 2 | 11 | 18 | 34 | -16 |
|  | 8.   | Ararat              | 10 | 16 | 3  | 1 | 12 | 9  | 38 | -29 |
|  | 9.   | Leṙnayin Arc'ax     | 9  | 16 | 3  | 0 | 13 | 14 | 37 | -23 |

Legenda:

      Ammessa ai Play-off
      Ammessa ai Play-out
Note:

Tre punti a vittoria, uno a pareggio, zero a sconfitta.
Lernayin Artsakh ritirato alla dodicesima giornata e sconfitto a tavolino nelle rimanenti partite.

### Play-off
Le sei squadre ammesse ai play-off partirono con i punti conquistati nella prima fase contro le squadre avversarie in questo girone.
| Pos | Squadra          | G  | V | N | P | GF | GS | DR  | Pti |
| --- | ---------------- | -- | - | - | - | -- | -- | --- | --- |
| 1   | Pyunik           | 10 | 6 | 4 | 0 | 16 | 4  | +12 | 22  |
| 2   | Mika             | 10 | 4 | 5 | 1 | 15 | 9  | +6  | 17  |
| 3   | Banants          | 10 | 4 | 4 | 2 | 14 | 13 | +1  | 16  |
| 4   | Esteghlal-Kotayk | 10 | 2 | 6 | 2 | 12 | 11 | +1  | 12  |
| 5   | Kilikia          | 10 | 1 | 3 | 6 | 10 | 20 | -10 | 6   |
| 6   | Dinamo-Zenit     | 10 | 1 | 2 | 7 | 8  | 18 | -10 | 5   |

### Classifica finale
|                    | Pos. | Squadra             | Pt | G  | V  | N | P  | GF | GS | DR  |
| ------------------ | ---- | ------------------- | -- | -- | -- | - | -- | -- | -- | --- |
| Armenia (bandiera) | 1.   | P'yownik            | 39 | 20 | 11 | 6 | 3  | 35 | 15 | +20 |
|                    | 2.   | Mika Erevan         | 35 | 20 | 9  | 8 | 3  | 30 | 16 | +24 |
|                    | 3.   | Banants             | 33 | 20 | 9  | 6 | 5  | 31 | 27 | +4  |
|                    | 4.   | Kotayk'             | 31 | 20 | 8  | 7 | 5  | 22 | 19 | +3  |
|                    | 5.   | Kilikia             | 17 | 20 | 4  | 5 | 11 | 20 | 32 | -12 |
|                    | 6.   | Dinamo-2000 Yerevan | 8  | 20 | 2  | 2 | 16 | 12 | 41 | -29 |

Legenda:

      Campione di Armenia e ammessa alla Champions League
      Ammessa alla Coppa UEFA
      Ammessa alla Coppa Intertoto
Note:

Tre punti a vittoria, uno a pareggio, zero a sconfitta.

### Play-out
|  | Pos. | Squadra         | Pt | G  | V | N | P  | GF | GS | DR  |
|  | ---- | --------------- | -- | -- | - | - | -- | -- | -- | --- |
|  | 7.   | Ararat          | 14 | 18 | 4 | 2 | 12 | 11 | 39 | -28 |
|  | 8.   | Širak           | 12 | 18 | 3 | 3 | 12 | 19 | 36 | -17 |
|  | 9.   | Leṙnayin Arc'ax | 9  | 16 | 3 | 0 | 13 | 14 | 37 | -23 |

Legenda:

      Ammessa allo spareggio
      Retrocessa in Aradżin Chumb
Note:

Tre punti a vittoria, uno a pareggio, zero a sconfitta.

## Spareggio retrocessione/promozione
Lo spareggio per determinare la squadra che avrebbe disputato la massima serie nella stagione successiva fu giocato dal Shirak e dal Gandzasar, vincitore della Aradżin Chumb.
| Erevan 22 ottobre 2005 | Shirak FC | 5 – 1 | Gandzasar FC |  |

### Verdetti
- Pyunik FC Campione d'Armenia e ammesso alla UEFA Champions League 2006-2007
- FC Banants ammesso alla Coppa UEFA 2006-2007
- Kilikia FC ammesso alla Coppa Intertoto 2006
- Lernayin Artsakh retrocesso in Aradżin Chumb